# Emi Koussi
Emi Koussi je rozlehlý, neaktivní štítový vulkán, který se nachází v jihovýchodní části pohoří Tibesti v severním Čadu. S výškou 3415 m je nejen nejvyšším vrcholem pohoří, ale i nejvyšším vrcholem Čadu a celé oblasti Sahary. Základna vulkánu měří asi 60 x 80 km.
Vrchol sopky tvoří dvě do sebe vložené kaldery o rozměrech 12×15 km. Uvnitř se nacházejí bazaltové lávové dómy a krátery. Poslední období aktivity zde vytvořilo tři maary a početné lávové proudy.